# Museu Antigo

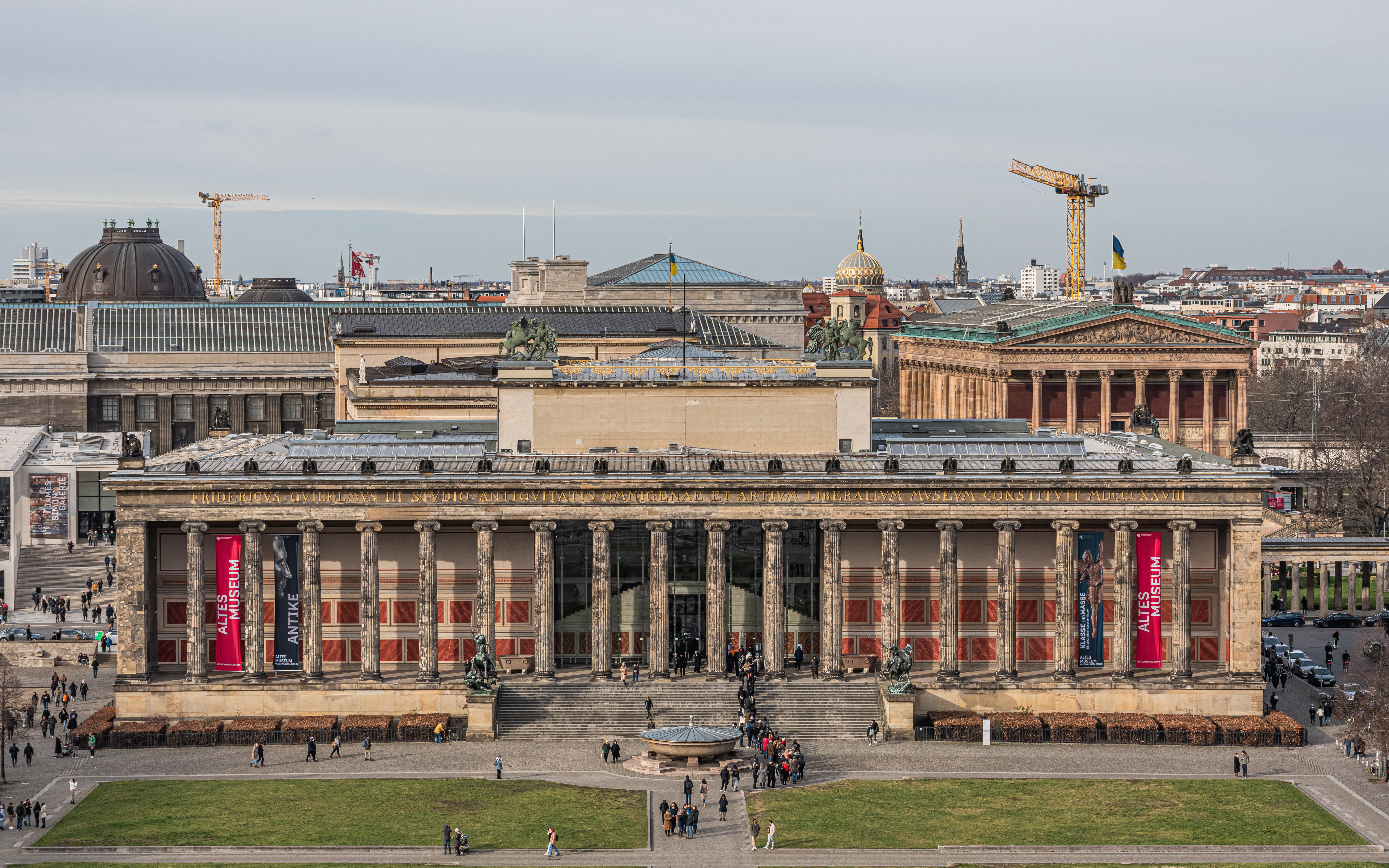
Museu Antigo em Berlim

O Museu Antigo (Altes Museum) é o maior e mais importante museu do mundo no campo da arte antiga da Grécia, Roma e Etrúria. O Museu Antigo é uma das divisões da Coleção de Antiguidades Clássicas (Antikensammlung), expondo estatuária e arte em geral, e o Museu de Pérgamo é reservado para a seção de arquitetura antiga. Está localizado na Ilha dos Museus, em Berlim, Alemanha.

## História da Coleção
O núcleo inicial da coleção foi criado no tempo do Eleitor de Brandemburgo Frederico Guilherme I, com a aquisição da coleção privada de Gerrit Reynst. Seus sucessores continuaram a expansão, comprando o grande acervo do arqueólogo Giovanni Pietro Bellori em 1698 e o do Cardeal Melchior de Polignac em 1742, e incorporando a herança da marquesa de Ansbach-Bayreuth em 1758, além de outras peças.
No século XVIII a maior parte das obras estava distribuída nos vários castelos reais e em um templo-museu erguido em Potsdam, e o público não tinha acesso a elas. A partir de 1797 começaram a surgir ideias de se formar um acervo público. Foi então formada uma comissão, chefiada por Wilhelm von Humboldt, para selecionar as peças a serem exibidas, ao mesmo tempo em que eram adquiridas novas e importantes coleções, como a de bronzes e vasos do Cônsul-geral Bartholdy (1827) e a de 1.348 vasos do General Franz von Koller (1828).
Para abrigar o conjunto foi construído em 1830 um edifício por Karl Friedrich Schinkel. A coleção reunida era principalmente de peças gregas e romanas, além de algumas medievais e modernas, com uma grande seção de pinturas européias. Em 1831 outro grupo de 442 vasos foi adquirido de Dorow-Magnus, e o arqueólogo Eduard Gerhard doou em seguida as obras que havia colecionado, tornando a seção de vasos a mais importante do mundo.

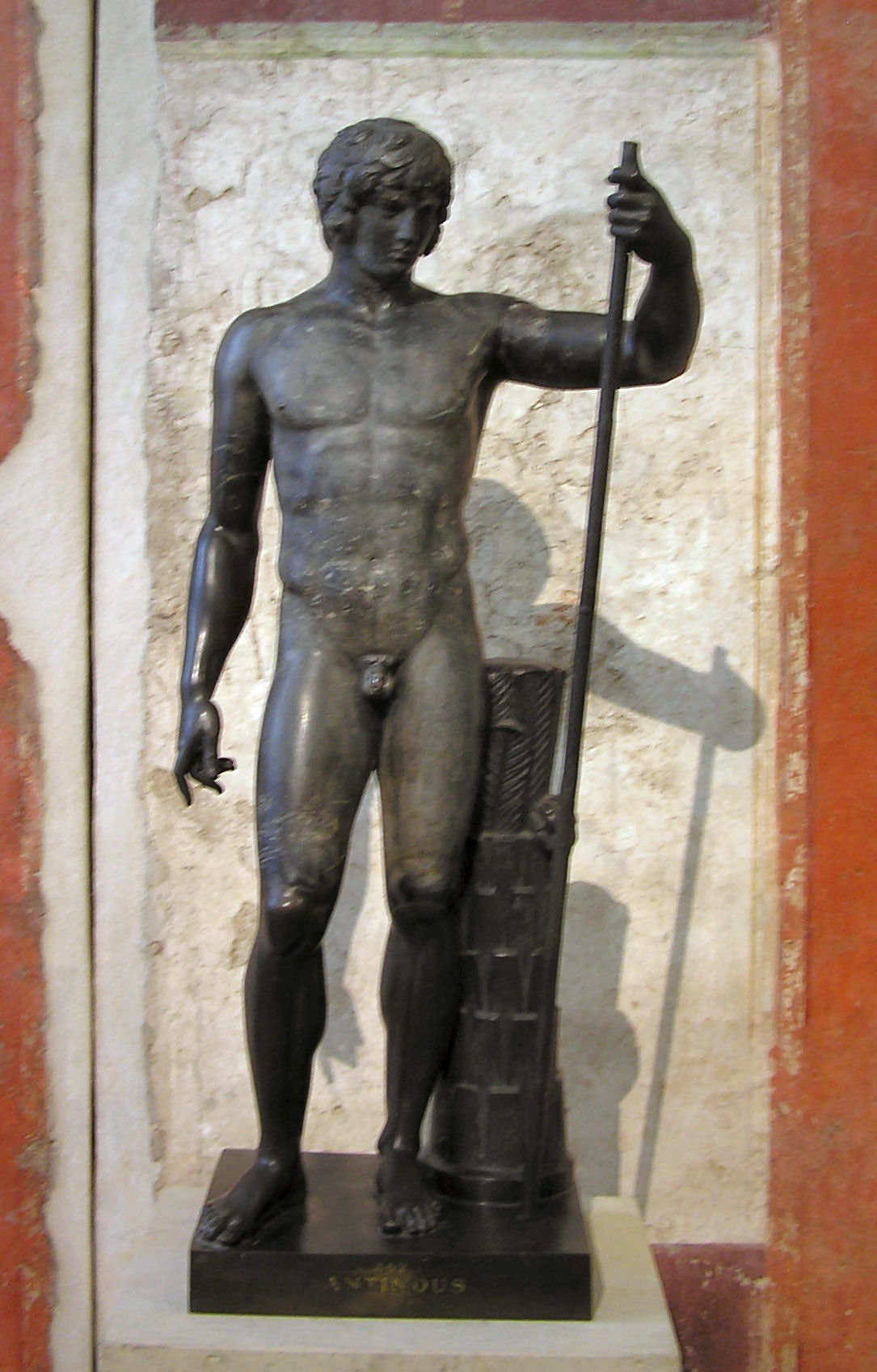
Antínoo como Dionísio

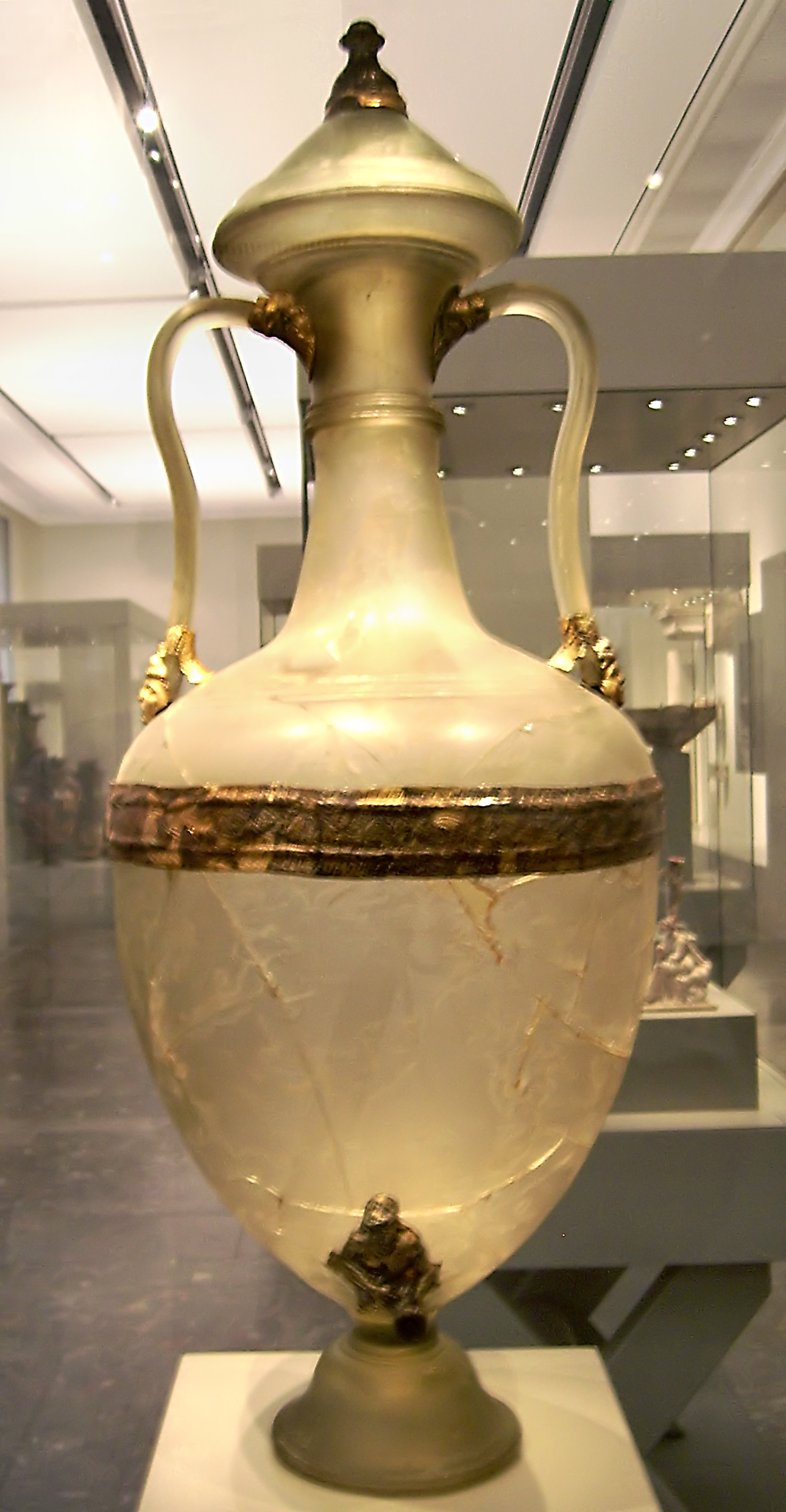
Ânfora vítrea, Ólbia

Seu primeiro diretor foi Ludwig Tieck, assessorado por Eduard Gerhard como curador de arqueologia, que estabeleceram uma metodologia científica com desenhos descritivos para catalogação das peças, uma novidade na época, expandiram o acervo em várias frentes e criaram uma seção de réplicas de obras referenciais, que foi fundida mais tarde com a coleção de réplicas da Academia de Arte de Berlim, hoje uma das maiores do mundo. O grupo de desenhos produzido por ele ainda é utilizado para pesquisas.
Logo o edifício se tornou pequeno para o crescente número de itens, e foi necessário construir outro, o Neues Museum (Museu Novo), erguido por Friedrich August Stüler entre 1843 e 1855 ao norte do Museu Antigo. Para lá foram transferidas as peças do Egito, as réplicas e a coleção de vasos do Antiquário. Mesmo com esta divisão, o espaço disponibilizado do Museu Antigo ainda não era o bastante, e em 1883 decidiu-se dividir novamente o acervo, enviando as pinturas (hoje na Gemäldegalerie), e as esculturas posteriores à Antiguidade para o Kaiser-Friedrichs-Museum (hoje o Museu Bode), que estava sendo construído.
Mesmo com o problema do espaço físico sempre presente, foi adquirida em 1884 uma grande coleção de Peter Alexandrovich Saburov, e novas peças foram chegando, provenientes de escavações patrocinadas pelo museu desde 1875 na área do Mediterrâneo, incluindo Olímpia, Pérgamo, Priene, Magnésia, Mileto e Balbeque, requerendo a criação de um novo espaço de exposições.
Entre 1897 e 1899 o arquiteto Fritz Wolff criou o primeiro Museu de Pérgamo, aberto à visitação em 1901 com a seção de arquitetura antiga, incluindo o célebre Altar de Pérgamo. Contudo, problemas estruturais no edifício levaram à sua demolição logo em seguida, sendo substituído pelo atual Museu de Pérgamo.
Durante a II Guerra Mundial o acervo do Museu Antigo foi dividido e transferido para locais seguros, mas o prédio foi severamente bombardeado e por fim incendiou-se, e parte do acervo também foi perdido, pilhado ou destruído, nas confusões que cercaram a rendição alemã em 1945. As perdas só puderam ser computadas depois da reunificação da coleção, e somaram cinco grandes bronzes, cerca de 30 vasos de pedra, mais de 1.500 vasos de cerâmica, incluindo obras-primas de célebres ceramistas-pintores gregos, 100 peças de joalheria e mais de 150 pedras preciosas.
Em 1958 a Rússia devolveu parte do botim de guerra que pilhara em 1945, mas sem uma sede própria estas as obras, junto com as salvas do prédio antigo e que estavam em depósitos, foram provisoriamente instaladas no Museu de Pérgamo e no Münzkabinett em Berlim, e no Castelo de Charlotemburgo. Contudo a maior parte da coleção permaneceu em depósito, sem espaço para poder ser mostrada. O prédio antigo do museu terminou de ser restaurado em 1966 e foi aberto novamente com parte do acervo, mas a coleção tardou a ser reunida. A partir de 1982 foi construída uma nova ala no Museu de Pérgamo para as esculturas e peças de arte. As obras que foram guardadas em Charlotemburgo desde a Guerra lá permaneceram até 1995.

## Atualidade

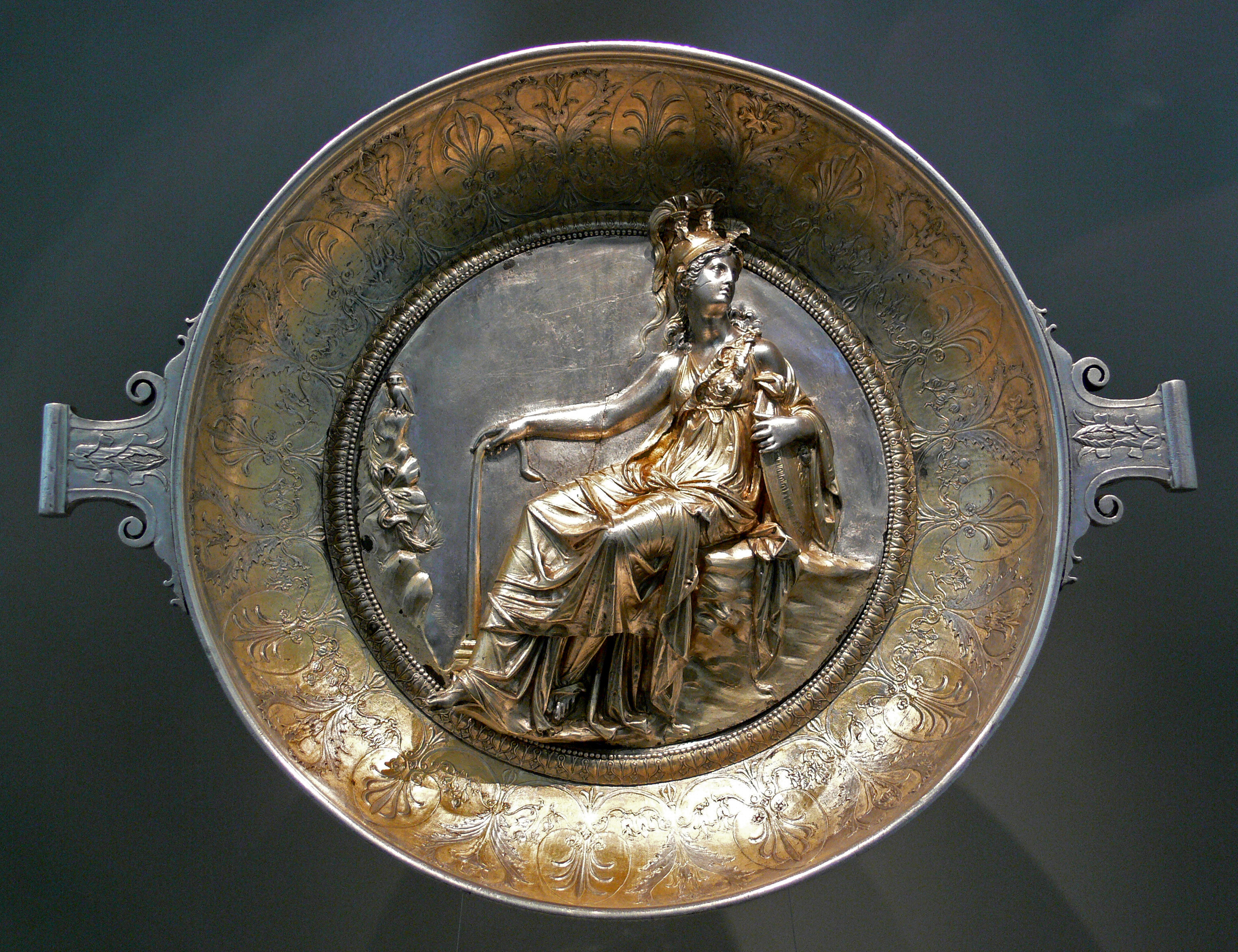
Peça do Tesouro Hildesheimer, século I a.C.

Atualmente o Museu Antigo, renovado e com seu acervo reintegrado, exibe obras da Grécia, Magna Grécia e Roma desde o período arcaico até a era helenística, distribuídas nas seguintes seções:
- Cíclades, Creta e Micenas
- Arte do período Geométrico
- Arte arcaica
- Olímpia
- Samos
- Mileto
- Corinto e Egina
- Tesouro
- Mitologia
- Lacônia e Beócia
- Atenas
- Vasos
- Cultura grega na Itália
- Tânagra e o helenismo no oriente
- Priene
- Escultura helenística
- Retratos romanos
- Arte funerária romana
- Pintura romana
- Etrúria (ainda não disponível para o público)

## Galeria

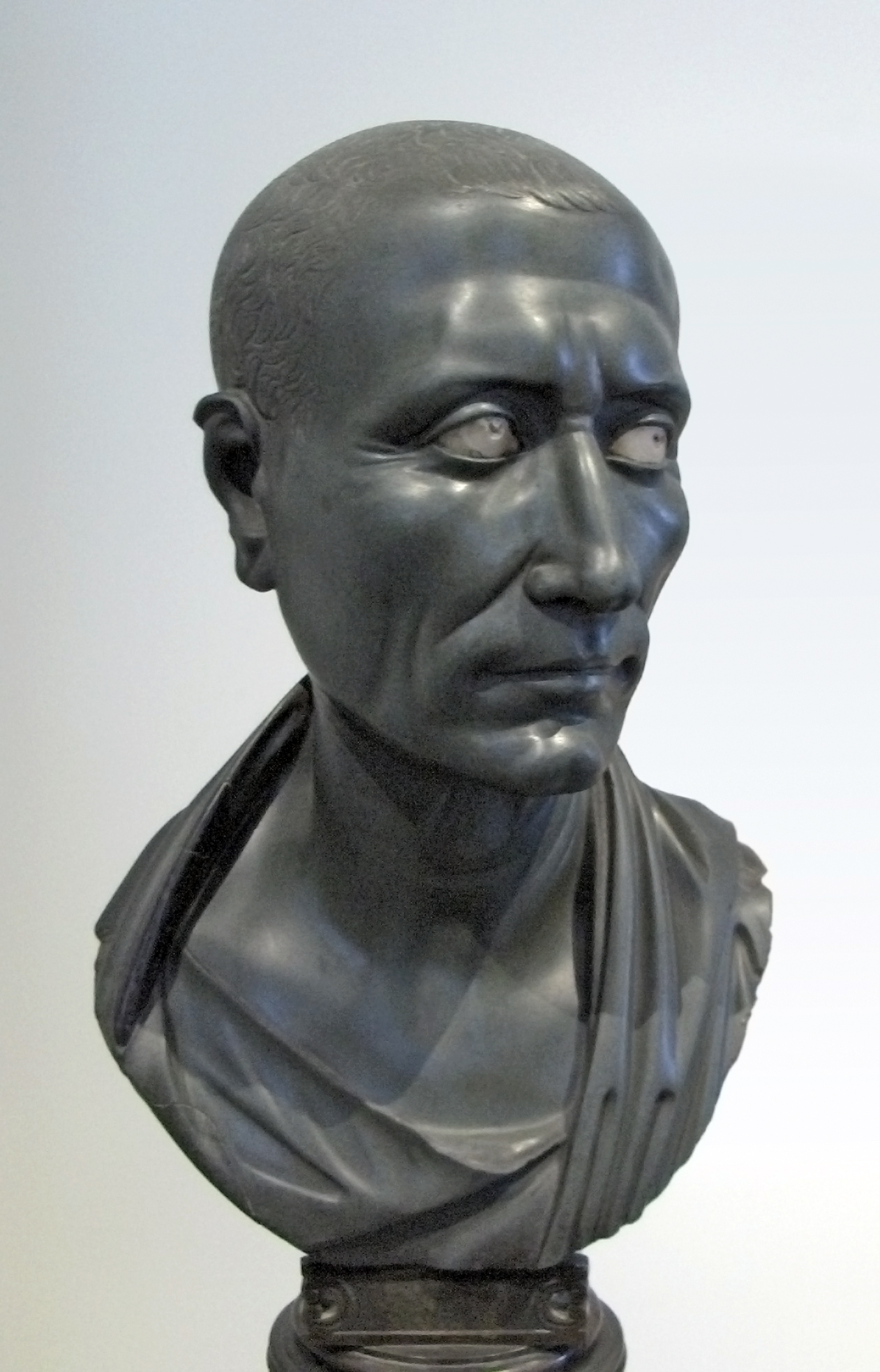
Busto de César
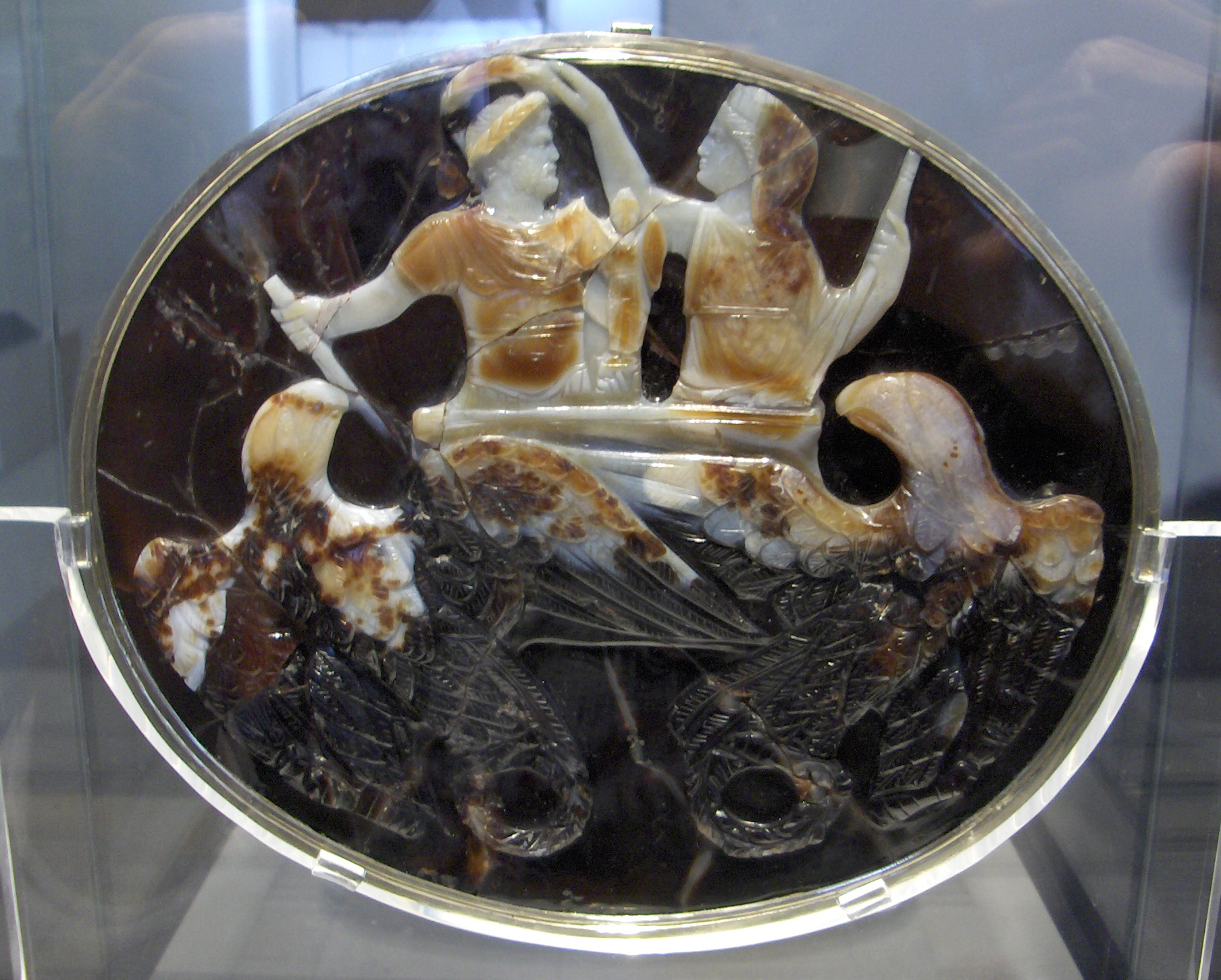
Camafeu de Adriano
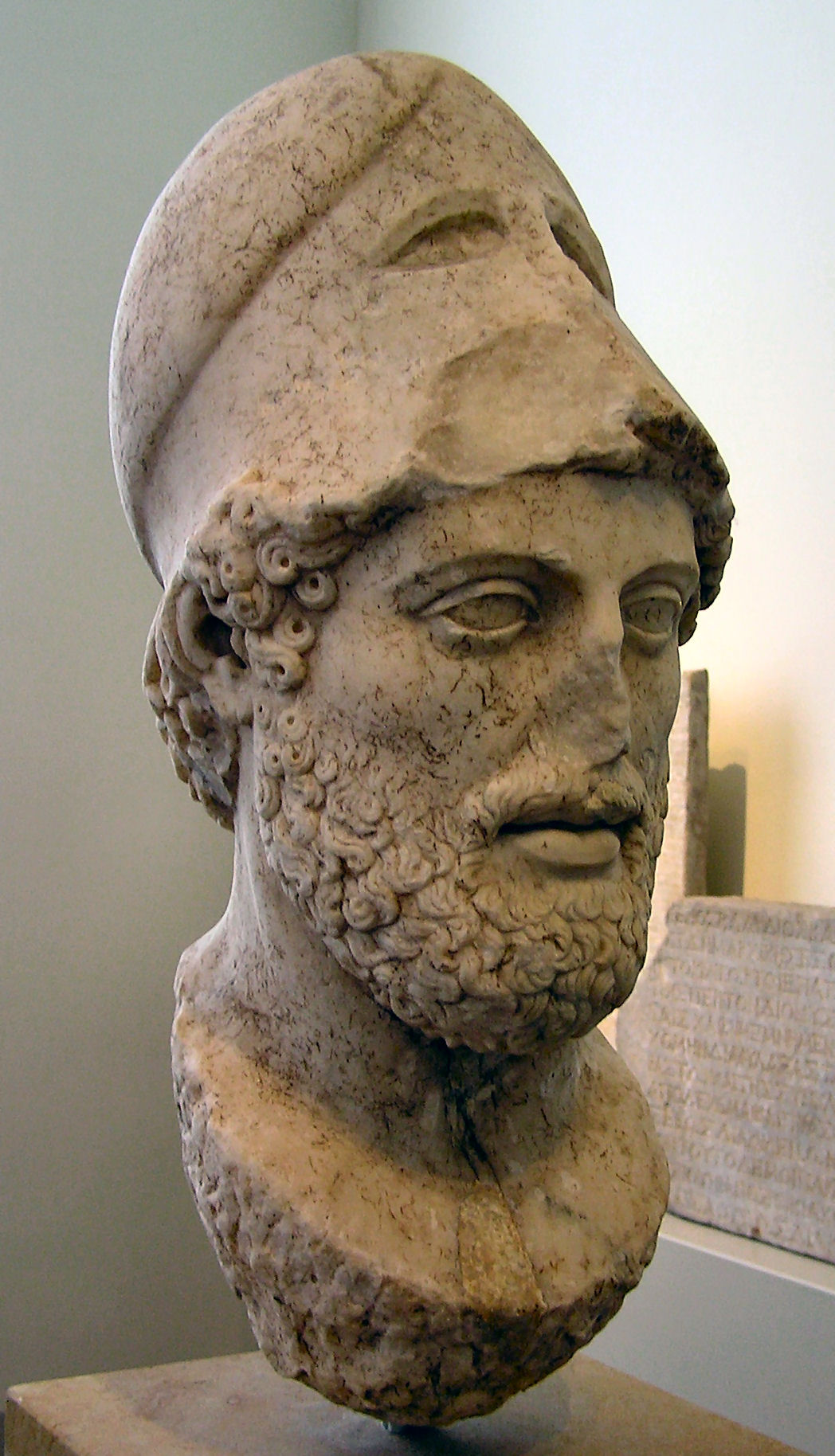
Cabeça de Péricles
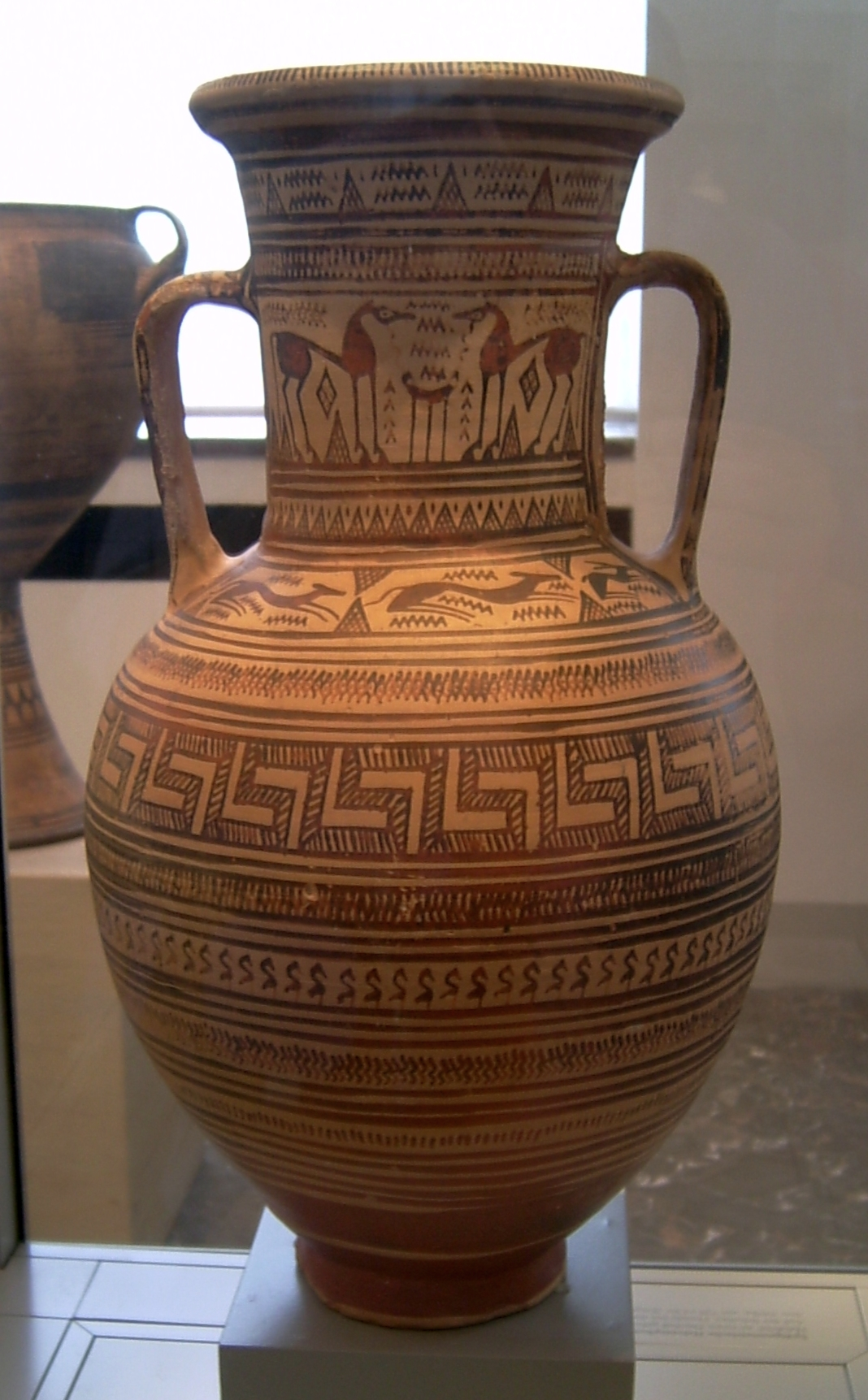
Ânfora do pintor Empédocles
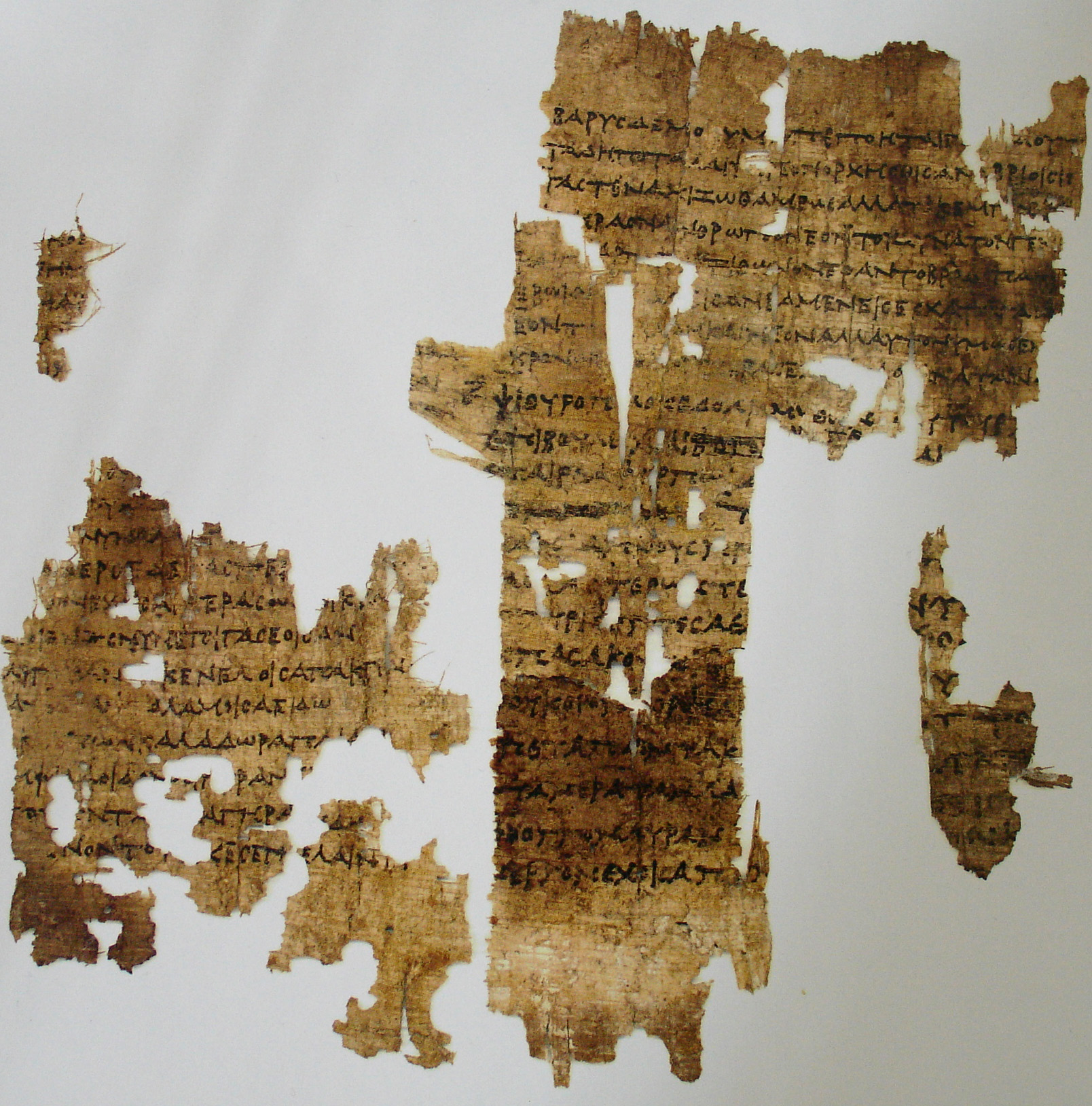
Papiro com poema de Safo
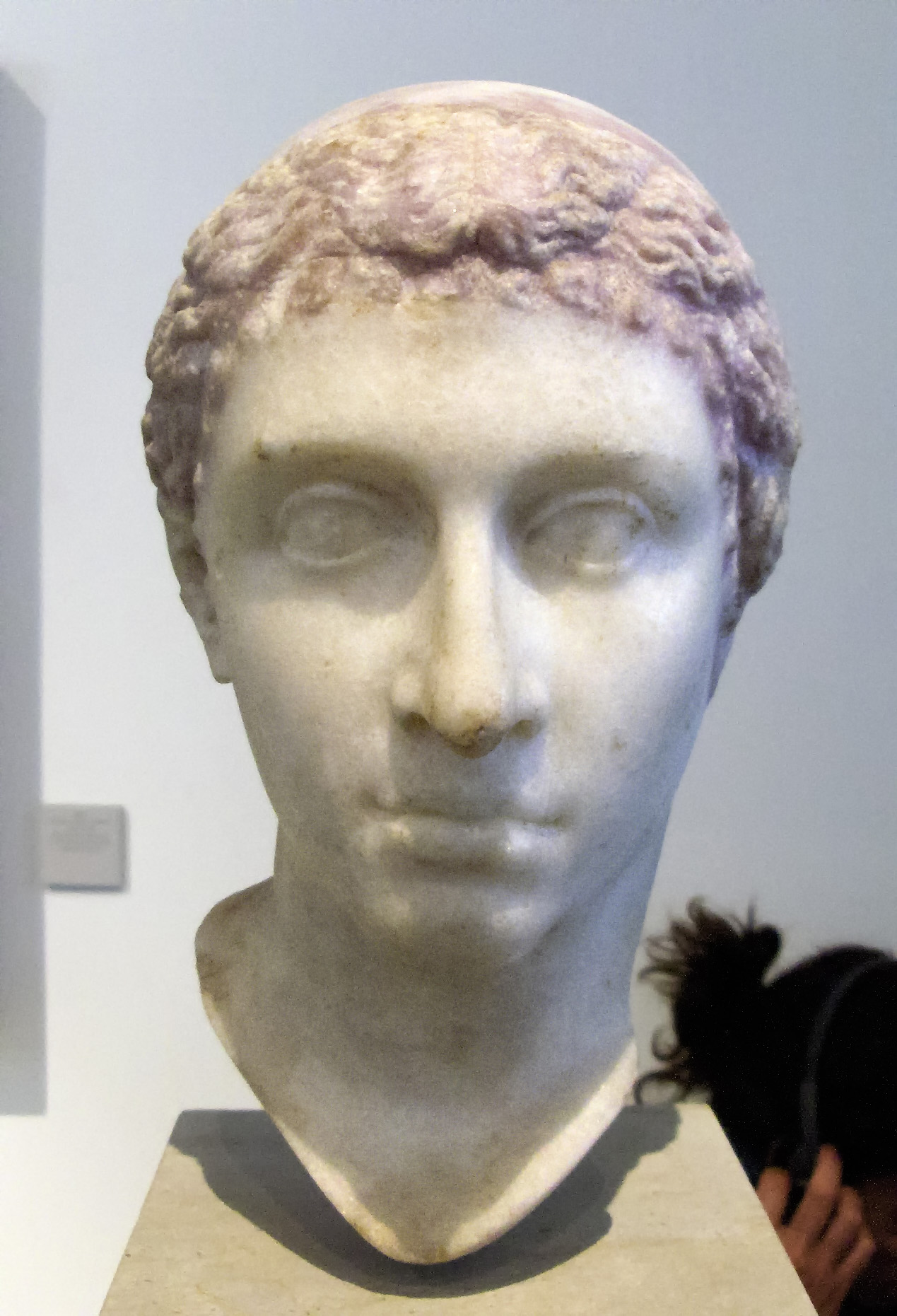
Cabeça de Cleópatra VII
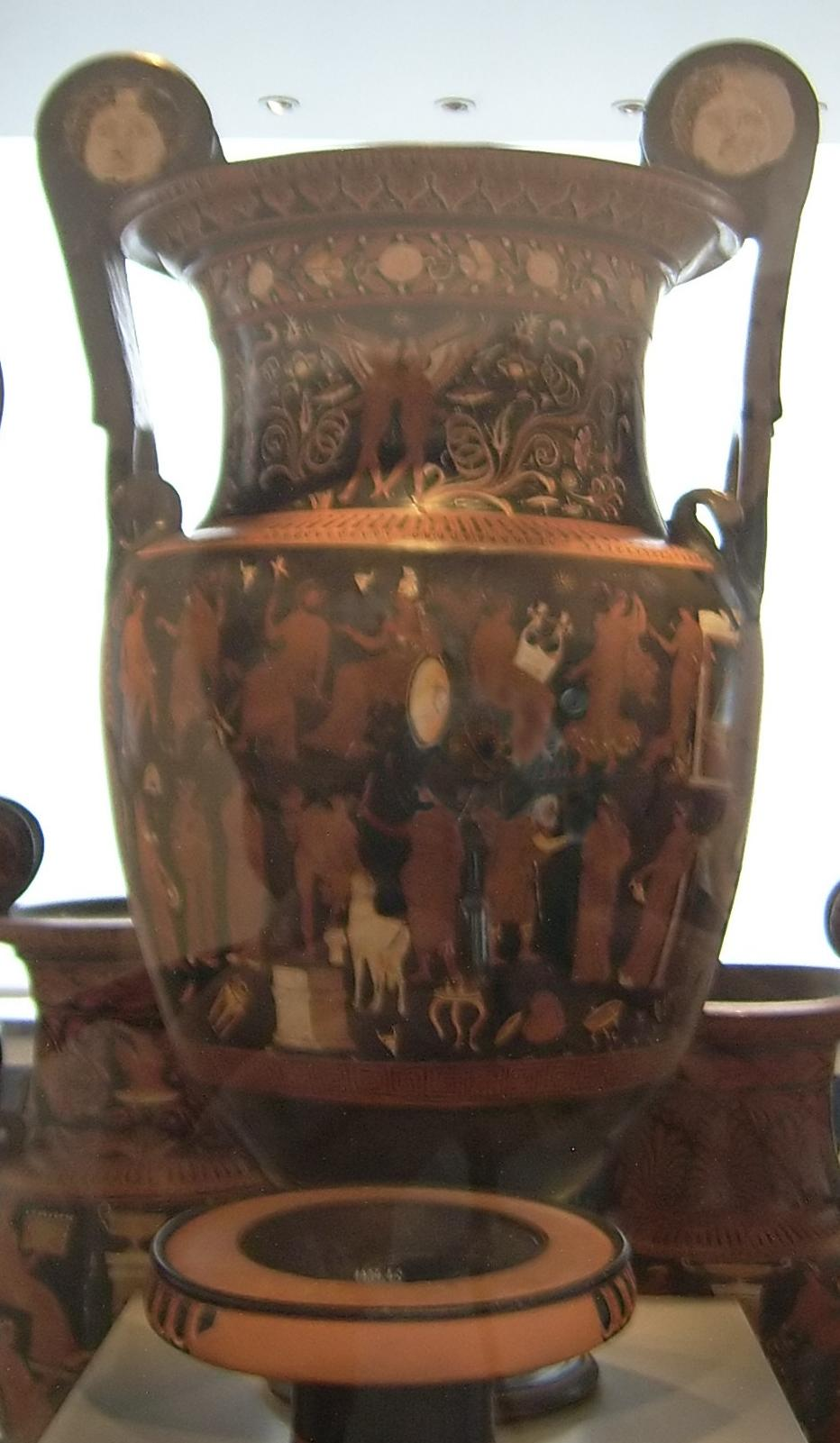
A Cratera Frixo, do pintor Dario
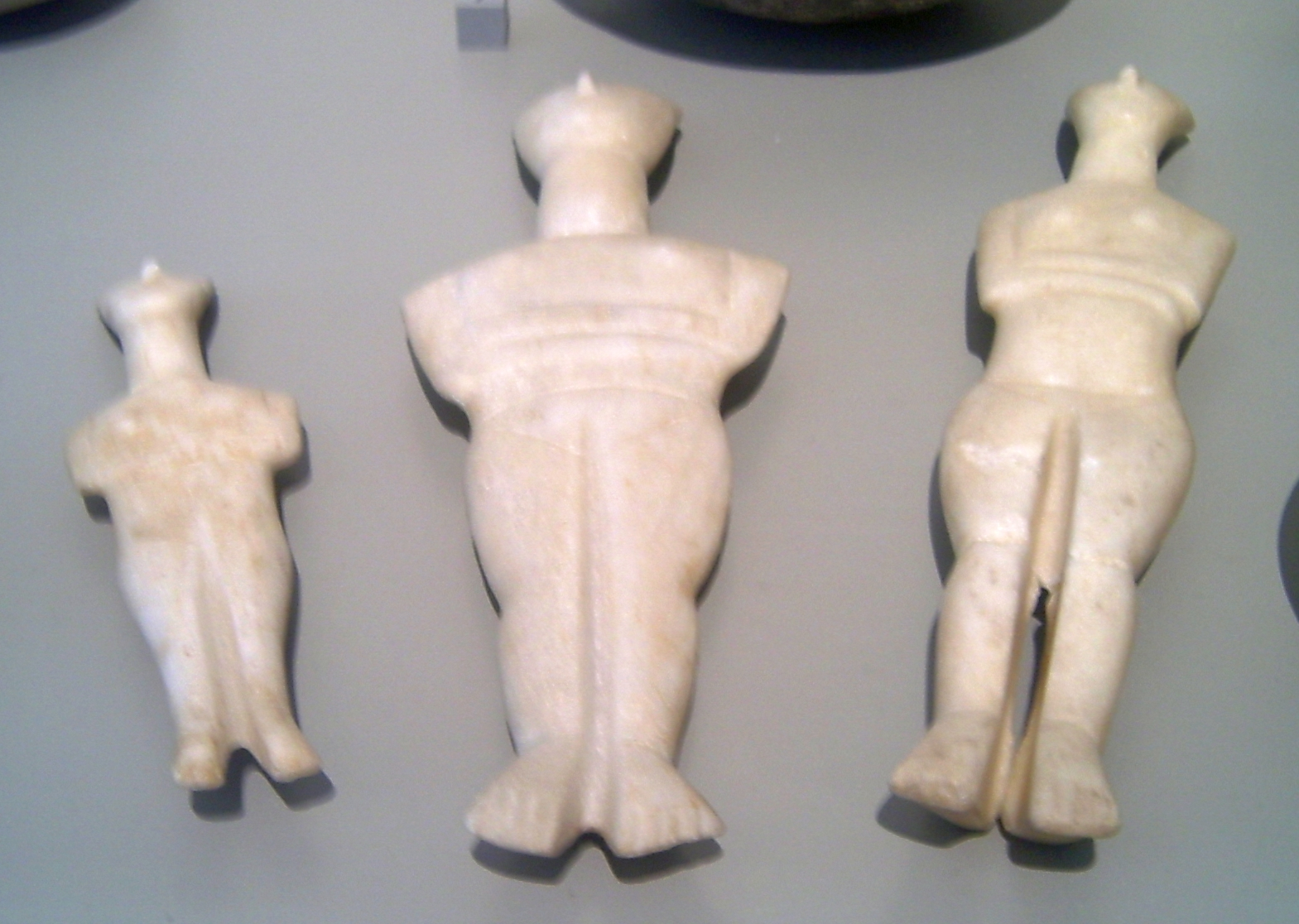
Ídolos cicládicos
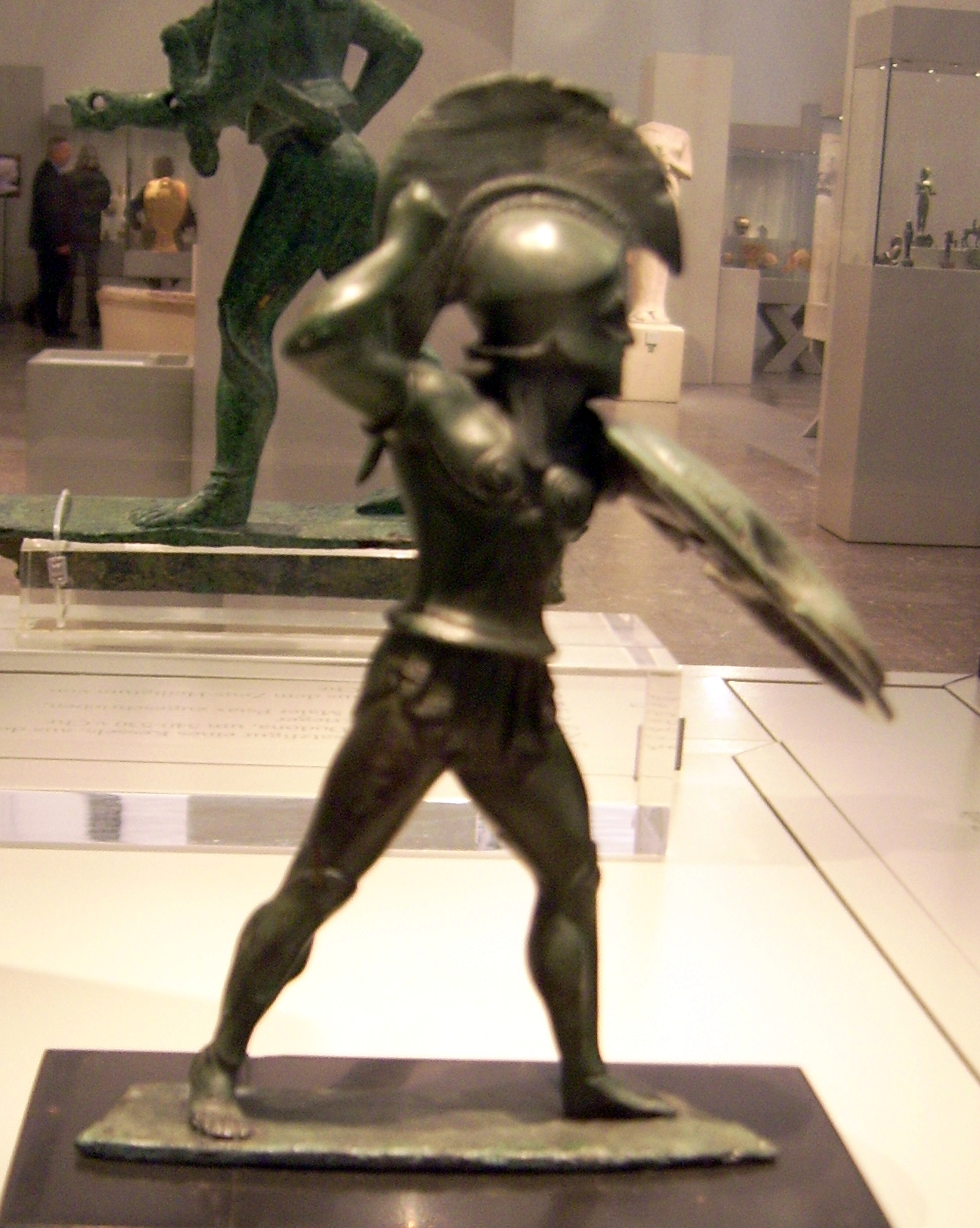
Lanceiro
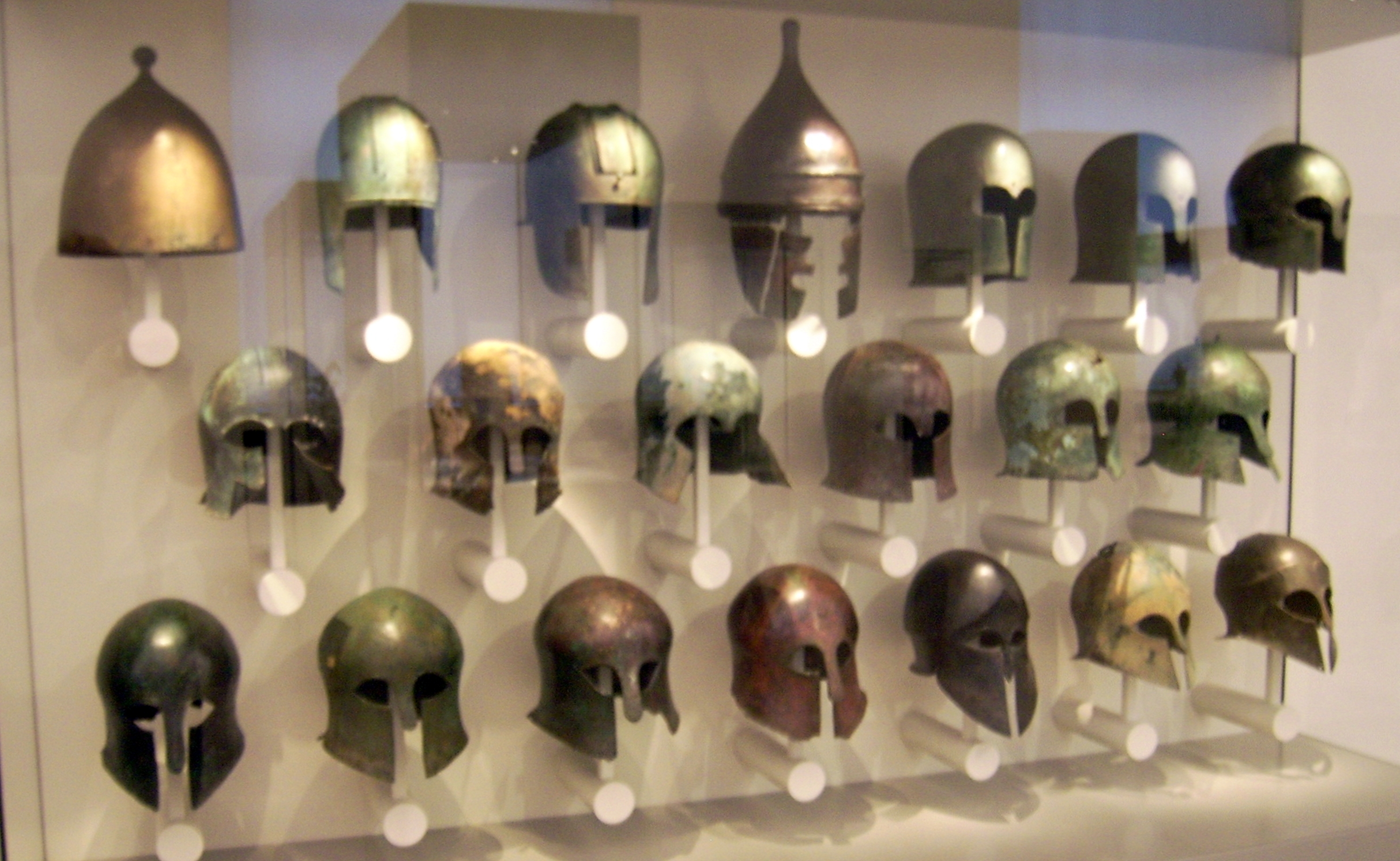
Elmos, Grécia
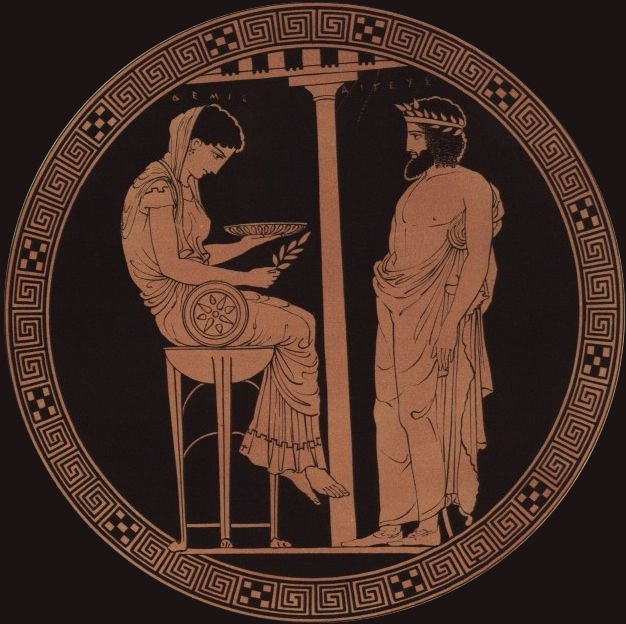
Têmis e Egeu, do pintor Codro
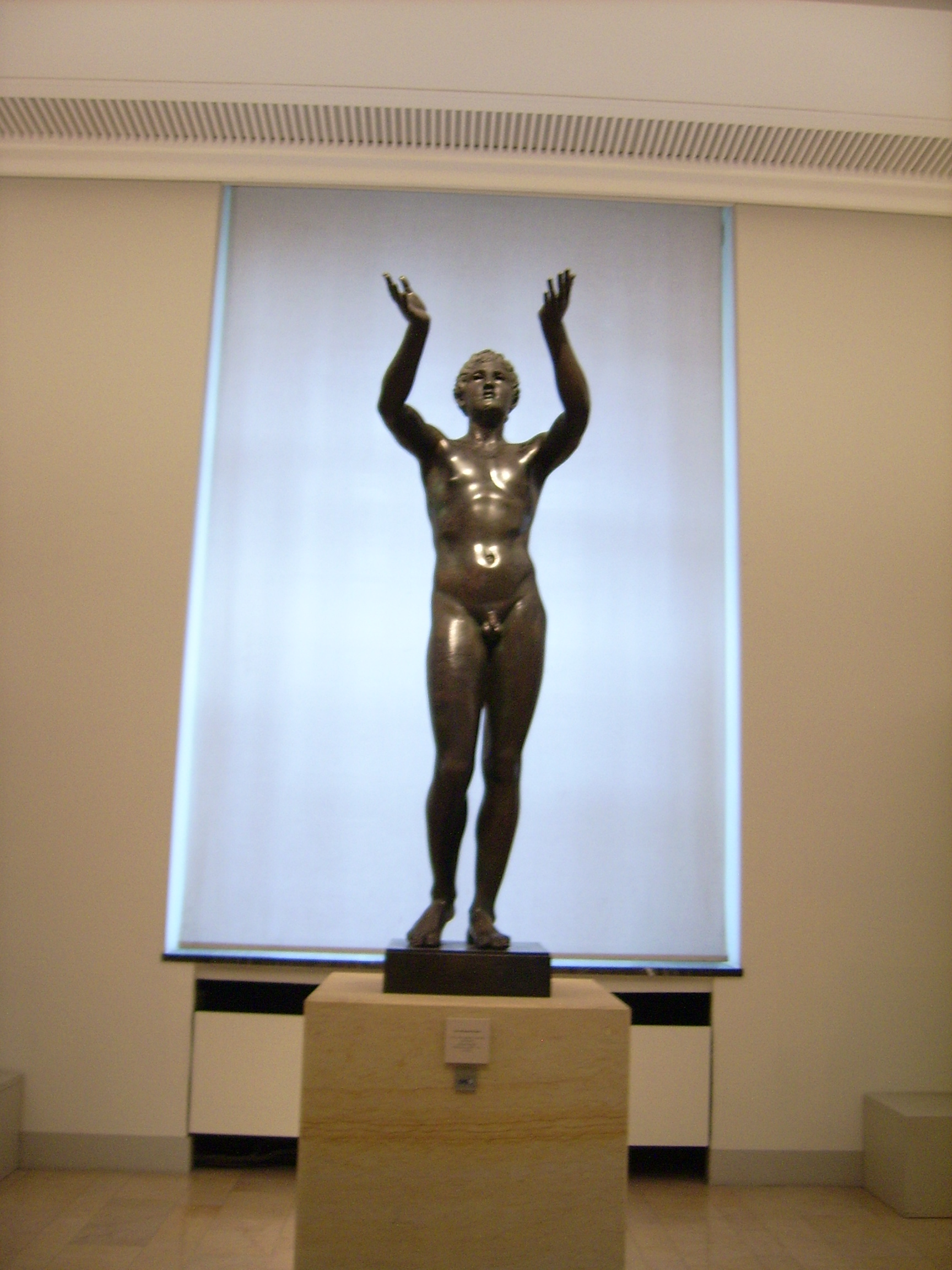
Estátua romana